# Amphineurus (Rhamphoneurus) insanus
Amphineurus (Rhamphoneurus) insanus is een tweevleugelige uit de familie steltmuggen (Limoniidae). De soort komt voor in het Neotropisch gebied.